# Donato de Fiesole
São Donato, considerado santo pela Igreja Católica, foi bispo de Fiésole, cerca de 829 a 876, e é celebrado a 22 de Outubro. De origem Irlandesa, foi professor e poeta. Conta a tradição que, vindo de Roma, onde foi visitar em peregrinação os túmulos dos Apóstolos, tornou-se bispo da cidade de Fiésole através de um caso miraculoso. Ao entrar na catedral da cidade, onde se procedia à eleição do novo bispo, os círios ter-se-ão acendido e os sinos terão começado a tocar sozinhos.
Donato nasceu em Nicomédia, situada na Ásia. Quando ainda pequeno, foi levado para Roma, onde cresceu aos cuidados de padre Pimênio. No qual teve como companheiro Juliano, que era reconhecido posteriormente por apóstata, por renegar a fé cristã. Perseguido em Roma ele vai para Arezzo, onde e mais tarde é consagrado como bispo.Juliano ao se tornar imperador, inicia uma forte perseguição aos fiéis cristãos, e entre as vítimas encontrava-se Donato. Que teria sido martirizado em 362.Donato supostamente teria sido canonizado por operar milagres por seu intermédio.